# Auto Modellista
Auto Modellista (Auto?) är ett racingspel som utvecklats och publicerats av Capcom. Spelet släpptes först till PlayStation 2 och blev senare portat till GameCube och Xbox.